# Belgische Fußballnationalmannschaft (U-15-Junioren)
Die belgische Fußballnationalmannschaft der U-15-Junioren ist eine belgische Fußballjuniorennationalmannschaft. Sie repräsentiert den Königlich Belgischen Fußballverband als Auswahlmannschaft in der U-15-Altersklasse. Spielberechtigt sind Spieler, die ihr 15. Lebensjahr noch nicht vollendet haben und die belgische Staatsbürgerschaft besitzen, bei Einladungsturnieren kann hiervon gegebenenfalls abgewichen werden. 
Die U-15-Nationalmannschaft ist die Verbandsauswahlmannschaft mit dem niedrigsten Altersniveau. Da in dieser Altersklasse keine offiziellen Turniere seitens UEFA oder FIFA organisiert werden, steht die Sichtung von Nachwuchstalenten im Vordergrund. Dabei gibt es teilweise für jüngere Jahrgänge im Rahmen der sogenannten Équipe U15 futures spezielle Lehrgänge.
Seit Februar 2018 wird die Mannschaft von Arno Van den Abbeel betreut, dem mit Gaëtan Englebert und Filip De Wilde als Torwarttrainer ehemalige A-Nationalspieler assistieren.